# Enoch Wedgwood
Enoch Wedgwood (* 1813 in Tunstall, Staffordshire; † 29. Mai 1879 in The Limes, Porthill, heute ein Stadtteil der Gemeinde Borough of Newcastle-under-Lyme, England) war ein englischer Unternehmer.

## Leben
Enoch Wedgwood war das dritte von fünf Kindern von Isaac Wedgwood und Charlotte Wedgwood (geb. Cork). Er entstammte damit der Familie des Onkels von Josiah Wedgwood, dem Gründer der Wedgwood Porzellanmanufaktur (Enoch Wedgwoods Ur-Ur-Großvater war der Bruder von Josiah Wedgwoods Vater).
Am 14. November 1837 heiratete er in Wolstanton, Staffordshire die ebenfalls aus Tunstall stammende Jane Mattinson (1814–1880). Aus der Ehe gingen sieben Kinder hervor, von denen das erste Kind bereits tot geboren wurde, ein Mädchen bereits im Säuglingsalter und drei weitere Kinder im Kindesalter starben.
- Totgeburt (1838)
- Edmund Mattison Wedgwood (1840–1904)
- Charlotte Hannah Wedgwood (1843–1919)
- Alfred Joseph Wedgwood (1845–1846)
- ungetauftes Mädchen (1847, Tod im Säuglingsalter)
- Anne Emily Wedgwood (1848–1851)
- Alfred Enoch Wedgwood (1850–1894)
- Herbert Edward Wedgwood (1853–1854)

Zwischen 1850 und 1856 trat Enoch Wedgwood der Firma Podmore, Walker & Co bei, die in Tunstall drei Töpfereien betrieben und ab 1856 firmierte diese Gesellschaft dann unter dem Namen Podmore, Walker & Wedgwood. 1860 übernahm Wedgwood die Leitung der Firma und produzierte in einer dieser Töpfereien (Unicorn Pottery and Pinnox Works in der Amicable Street, Tunstall) ab da unter dem Firmennamen Wedgwood & Co. Als Partner trat auch sein Bruder, Jabez Charles Wedgwood (* 18. Februar 1821; † 22. März 1880), in die Firma ein. 
Die beiden Söhne Edmund Mattinson und Alfred Enoch ergriffen beide den Beruf des Vaters und übernahmen nach dem Tod ihres Vaters und ihres Onkels, Enochs jüngerem Bruden Jabez Charles Wedgwood zwei Jahre später, die Firma des Vaters. Nach der Umwandlung in eine Ltd. Gesellschaft im Jahr 1900 verlor die Familie allerdings die Kontrolle über die Firma.
Wedgwood & Co. Ltd. wurde 1965 nochmals umbenannt in Enoch Wedgwood (Tunstall) Ltd. und im Jahr 1980 von der Josiah Wedgwood & Sons Ltd. übernommen und in Unicorn Pottery umbenannt.